# (6208) Wakata
(6208) Wakata es un asteroide perteneciente al cinturón de asteroides, región del sistema solar que se encuentra entre las órbitas de Marte y Júpiter, descubierto el 3 de diciembre de 1988 por Kin Endate y el también astrónomo Kazuro Watanabe desde el Observatorio de Kitami, Hokkaidō, Japón.

## Designación y nombre
Designado provisionalmente como 1988 XT. Fue nombrado Wakata en homenaje a Kouichi Wakata, elegido por la antigua NASDA (actual JAXA) como astronauta en 1992 entre 372 solicitantes, después de recibir una máster en dinámica aplicada en la Universidad de Kyushu y trabajar para Japan Airlines. En enero de 1996 estaba a bordo del transbordador espacial Endeavour y logró recuperar un satélite japonés.

## Características orbitales
Wakata está situado a una distancia media del Sol de 2,253 ua, pudiendo alejarse hasta 2,467 ua y acercarse hasta 2,038 ua. Su excentricidad es 0,095 y la inclinación orbital 0,859 grados. Emplea 1235,24 días en completar una órbita alrededor del Sol.

## Características físicas
La magnitud absoluta de Wakata es 14. Tiene 4,956 km de diámetro y su albedo se estima en 0,207. 